# إيدا روبنشتاين
إيدا روبنشتاين (الروسية: Рубинштейн, Ида Львовна) (و. 1883 – 1960 م) هي راقصة، ومصممة رقص، وراقصة باليه، وممثلة مسرحية، وعارضة من الإمبراطورية الروسية، وفرنسا، ولدت في خاركيف، توفيت في فينس، الألب الجبلية، عن عمر يناهز 77 عاماً.

## وصلات خارجية
- إيدا روبنشتاين على موقع IMDb (الإنجليزية)
- إيدا روبنشتاين على موقع الموسوعة البريطانية (الإنجليزية)
- إيدا روبنشتاين على موقع ميوزك برينز (الإنجليزية)
- إيدا روبنشتاين على موقع قاعدة بيانات الفيلم (الإنجليزية)

- إيدا روبنشتاين في قاعدة بيانات الأفلام على الإنترنت